# Dmitrij Babiczenko
Dmitrij Naumowicz Babiczenko (ros. Дмитрий Наумович Бабиченко, ur. 17 maja 1901, zm. 30 lipca 1991) – radziecki reżyser filmów rysunkowych, a także animator, rysownik i scenarzysta.

## Filmografia
- 1934: Klaksa w Arktikie (Клякса в Арктике)
- 1936: W Afrikie żarko (В Африке жарко)
- 1939: Kroniki wojenne (Боевые страницы)
- 1939: Zwycięskie przeznaczenie (Победный маршрут)
- 1946: Wiosenne melodie (Весенние мелодии)[1]
- 1946: Orlinoje piero (Орлиное перо)
- 1947: Putieszestwije w stranu wielikanow (Путешествие в страну великанов)
- 1948: Kim zostanę? (Кем быть?)
- 1950: Jeleń i wilk (Олень и Волк)
- 1950: Czarodziejski skarb (Волшебный клад)
- 1952: Wyrwidąb (Валидуб)
- 1953: Bracia Lu (Братья Лю)[1]
- 1956: Maleńkij Szego (Маленький Шего)
- 1958: Pierwaja skripka (Первая скрипка)
- 1959: Przygody Buratina (Приключе́ния Бурати́но)
- 1971: Trimpy w cyrkie (Тримпу в цирке)
- 1972: Ostorożnyje kozły (Осторожные козлы)
- 1972: Pjanyje wiszni (Пьяные вишни)
- 1980: Futboł (Футбол)